# Nova Santa Helena
Nova Santa Helena est une municipalité brésilienne située dans l'État du Mato Grosso.